# FreeDOS
FreeDOSは、PC/AT互換機のためのオペレーティングシステム (OS) である。MS-DOS互換の自由な代替環境などを目的として作られた。現在の最新バージョンは2022年2月20日に公開された1.3である。
多くのハードウェアをサポートしており、1981年発売の旧式IBM PCをはじめ、最新のIntel Core i7 CPUや各種組み込み機器上でも動作する。MS-DOSと同様に、FreeDOSはカーネルを介したディスクおよびファイルシステムへのアクセスおよび、簡易メモリ管理機能を提供している。GUIは搭載されていないが、OpenGEMがGUIとして推奨されている。MS-DOS同様、フロッピーディスクまたはハードディスクから起動することができ、ROMからの起動もサポートされている。MS-DOSとは異なり、CD-ROMからも起動できる。FreeDOSはGNU GPLのもとでライセンスされているオープンソースソフトウェアであり、誰でもロイヤリティを払うことなしに自由に独自のディストリビューションを作成し、配布することができる。

## 歴史
FreeDOSプロジェクトは、マイクロソフトがMS-DOSの販売中止を発表した1994年6月26日に、ジム・ホールによって開始された。彼はオープンソースの代替DOSを開発する声明を発表し、数週間のうちにパット・ヴィリアーニ（"patv", 互換カーネル「DOS-C」の作者。1954-2011）やティム・ノーマン他が参加した。その後、彼ら自身が書いたコードや当時他から利用可能だったコードを集め、カーネル本体やシェル (COMMAND.COM)、基本的なユーティリティなどが作成された。バージョン1.0 は2006年9月3日、バージョン1.3は2022年2月20日にリリースされた。
そのままでの利用者は少ないが、ヒューレット・パッカードのビジネス向けPCで「OS無しモデル」を選択すると、動作確認用としてプリインストールされる、AsusのOS無しモデルでも同様に動作確認用にプリインストールされるなど、ホビーユースや古い機種の維持以外にも利用されている。
FreeDOSの公式ウェブサイトからは、リリースやソースファイルなど、全てのプロジェクト関連ファイルがダウンロードできる。

## MS-DOSとの関係
FreeDOSは、MS-DOSと互換性をもっており、従来MS-DOS上で動いていた旧式のMicrosoft WindowsであるWindows 1.0/Windows 2.0/Windows 3.xシステムもFreeDOS上で動作する。
FreeDOSはいくつかの点でMS-DOSよりも改善されており、例えば国際化や省電力管理、統合化されたASPIなど、マイクロソフトがMS-DOSのサポートを打ち切った当時には存在していなかった新しい標準規格や技術に対応している。またマイクロソフトからスタンドアローンで出ているMS-DOS (バージョン6.22まで)では公式にサポートされていなかったLBAとFAT32ファイルシステム (FAT32からの起動も含む) もサポートしている。

## 互換性

### 一般
MS-DOS用に書かれたほとんどのアプリケーションはFreeDOSでも動作する。実行ファイル形式としては、以下のものがサポートされている:
- 旧式の .COM 実行形式
- 標準的な 16ビット .EXE 実行形式
- ボーランドによる16ビットのDOS プロテクト・モード・インターフェイス (DPMI) 実行形式
- 以下のDOSエクステンダを使用した 32ビット DPMI実行形式:
  - DOS/32A
  - Causeway
  - DOS/4GW
  - GO32/CWSDPMI
  - その他

またHX DOS Extenderを使用することにより、多くの Win32コンソールアプリケーションや、QEMUやBochsなどいくつかのGUIプログラムも FreeDOS 上で動作する。

#### Windows 1.0 から 3.xx まで
FreeDOS上ではWindows 1.0および2.0 がそのまま動作する。しかしi386プロセッサをサポートしたWindows 3.xリリースを「386エンハンスド・モード」で走らせることはできない。これはFreeDOSのメモリマネージャが、非公開のGlobal EMM Import Specificationに対応していないためである。Windows 3.0はリアルモードあるいはスタンダード・モードで走らせることができ、それ以降のWindows 3.xリリースはスタンダード・モードでのみ動作する。Windows for Workgroups 3.11ではスタンダード・モードのサポートが打ち切られたためそのままでは FreeDOS上で動かすことはできないが、FreeDOS 用のhimem.exeおよびemm386.exeをそれぞれWindowsに付属しているhimem.sysとemm386.exeに置き換えれば動かすことができる。

#### Windows 9x および Windows Me
Windows 95、98およびMeはDOSベースのWindowsだが、これらのOSはMS-DOSに似てはいるものの独自のブートローダ上で動作し、Windowsシステムと一体化している。そのためWindows 95、98およびMEをFreeDOS上で動作させることはできない。しかしこれらのシステムとは独立にFreeDOSをインストールすることはでき、その場合はFreeDOS付属のMETAKERNプログラムや、LILOやGRUBなどのブートマネージャを利用する。

#### Windows NT/2000/XP/2003 およびReactOS
Windows NT系のオペレーティングシステム（Windows 2000、XPおよび2003）は MS-DOS をシステムの核として使っていない。これらのシステムではMS-DOSおよび以前のバージョンのWindowsで使われていた FATファイルシステムを使うこともできるが、今ではこれらのシステムは既定のファイルシステムとしてNTFSを使用している。これらのシステムがFATを使っている場合、FreeDOSは同じパーティション上で共存できるが、NTFSを使っている場合は別々のパーティションにしなければならない。この場合、FreeDOSカーネルはWindows NT Boot Loader設定ファイルのboot.iniか、あるいはReactOSのfreeldr.iniを設定することで起動できる。

### 日本語の扱い
FreeDOS はおもに英語圏で開発されているため、日本語表示に必要なソフトウェアを含んでいない。FreeDOS/Vページでは、FreeDOSを改造して日本語を扱う方法が紹介されている。
ただし、2006年6月11日以降、事実上メンテナンスが停止している。